# Київський класичний художній альтернативний театр
Класичний художній альтернативний театр (КХАТ) — театр у Києві, заснований 13 березня 2011 року.

## Історія
Днем народження театру вважається 13 березня 2011 року, коли у приміщенні київського Будинку актора відбувся перший театральний проєкт «До». Художня керівниця театру — Катаріна Сінчілло, головний режисер Віктор Кошель.
В абревіатурі назви театру присутнє «класичний художній» тому, що в основу постановок закладено класичні та художні традиції. Слово «альтернативний»  тлумачиться як противага комерційним постановкам. Працює як творча майстерня.
КХАТ започатковано добровільним об'єднанням акторів різних київських театрів, створене актором Національного академічного театру російської драми імені Лесі Українки, режисером і викладачем акторської майстерності, заслуженим артистом України Віктором Кошелем і драматургинею, режисеркою, авторкою та  ведучою телепроєктів, актрисою театру і кіно Катаріною Сінчілло на прохання глядачів після телепроєкту «Тридцять сонячних поезій».

## Репертуар
Вистави
- «До» Катарина Сенчілло
- «Чайка» А.П.Чехова
- «Йоганна, жінка Хусова» Лесі Українки
- «Єврейський годинник» Сергія Кисельова та Андрія Рушковського
- «Собака на сіні» Лопе де Вега (переклад М. Лозинського)
- «Безіменна зірка» Михаїл Себастіан

Програми
- «Пісні кохання»
- «Театральні вечорниці»
- «Ностальгія»
- «Народження Легенди»
- «Очі чорні»
- «Тільки раз в житті буває зустріч»
- «КХАТ. Народження Легенди»

## Провідні актори
- Катаріна Сінчілло
- Віктор Кошель
- Валерій Рождественський
- Олександра Рудніцька